# دعوة شخصية (مسرحية)
دعوة شخصية (بالإنجليزية: Personal Call) هو اسم مسرحية إذاعية لمدة نصف ساعة كتبتها أجاثا كريستي وبُثت لأول مرة على البرنامج الإذاعي لايت في هيئة الإذاعة البريطانية يوم الاثنين 31 مايو، 1954 في 20:30. المسرحية إعادة تجسيد للمفتش نيروكوت من رواية لغز سيتافورد.

## أغاثا كريستي
وُلدت الكاتبة البريطانية الشهيرة أغاثا كريستي في عائلةٍ من الطبقات المتوسطة العليا في المجتمع البريطاني، وكانت الشقيقة الأصغر بين أربعة شقيقات. تلقت في طفولتها تعليمًأ منزليًا، وبعد وفاة والدها، أُرسلت في السادسة عشر من عمرها إلى باريس لدراسة العزف على البيانو والصوتيات. بعد عودتها من باريس، رافقت أمها المريضة في رحلةٍ إلى القاهرة. وبعد العودة تابعت كتابات كانت قد بدأتها سابقًا. قُوبلت أعمالها بالرفض في البداية لرداءتها، لكنها سرعان ما وضعت قدمها على طريق الشهرة في روايتها (The Mysterious Affair at Styles). حققت نجاحًا عالميًا في كتابة الرواية البوليسية، ودخلت موسوعة غينيس بعدد رواياتها التي بٍيعت، إذ بلغت (2 ) مليار رواية. مُنحت وسام السيدة الأعلى في الإمبراطورية البريطانية
(Dame Commander of the Order of the British Empire) عام 1971.

## الإنتاج الإذاعي عام 1954
إنتاج: آيتون ويتاكر
الطاقم:
- جيسي إيفانز بِدَوْر فاي
- جيمس مكيشن بِدَوْر جيمس برنت
- ماري ومبش بِدَوْر بام برنت
- جوان ساندرسون بِدَوْر السيدة لامب
- هاميلتون دايس بِدَوْر إيفان كورتيس
- جانيت بورنيل بِدَوْر ماري كورتيس
- نورمان شيدجي بِدَوْر السيد إندربي
- إدغار نورفولك بِدَوْر المفتش نيروكوت
- وأيضًا شارك: سولون مورغان، سيريل شابس، بيتر كلوتون، دوروثي كليمنت، آلان ريد، هيو ديفيد وروث كراكنل

## الإنتاج الإذاعي عام 1960
إنتاج: ديفيد هـ. غودفري
الطاقم:
- فيفيان تشاترتون بِدَوْر السيدة لامب
- إيفان براندت بِدَوْر جيمس برنت
- بياتريس بيفان بِدَوْر فاي
- باربرا لوت بِدَوْر باميلا برنت
- جورج هاجان بِدَوْر المفتش نيروكوت
- جيمس توماسون بِدَوْر السيد إندربي
- وليام إيدل بِدَور رجل / بورتر
- تشارلز سيمون بِدَوْر بورتر الثاني / مقصورة الإذاعة
- مايكل تيرنر بِدَوْر إيفان / رجل
- إيفا ستيوارت بِدَوْر ماري / امرأة
- بينيلوبي لي بِدَوْر عامل / امرأة